# 1674
Évszázadok: 16. század – 17. század – 18. század
Évtizedek: 1620-as évek – 1630-as évek – 1640-es évek – 1650-es évek – 1660-as évek – 1670-es évek – 1680-as évek – 1690-es évek – 1700-as évek – 1710-es évek – 1720-as évek
Évek: 1669 – 1670 – 1671 – 1672 –  1673 – 1674 – 1675 – 1676 – 1677 – 1678 – 1679

## Események

### Határozott dátumú események
- március 5. – Református prédikátorok pere Pozsonyban.[1] (Ampringen János Gáspár kormányzósága idején működött a protestánsok elnyomásának hírhedt eszköze, az úgynevezett [[pozsonyi vértörvényszék, melynek Kollonich Lipót is tagja volt, s amely protestáns lelkészeket gályarabságba küldött.  Elítélték Bátorkeszi Istvánt,[2] Czeglédi Pétert,[3] Csúzi Cseh Jakabot,[4] Czember Györgyöt,[5] Eccard Ábrahám evangélikus lelkész önkéntes számkivetésbe ment Sziléziába.[6])
- május 21. – Lengyel királlyá választják Jan Sobieskit.[7]
- október 7. – Lobkowitz Vencel Ferenc herceget királyi leirattal raudnitzi birtokára száműzik. (Mindez azért történt, mivel ellenségeinek kezébe került több, XIV. Lajosra vonatkozó, némileg kompromittáló irata, melyek miatt azzal vádolták, hogy I. Lipót és Ausztria érdekeinek elárulásával Franciaország zsoldjába lépett.)
- december 17. – I. Apafi Mihály kivégezteti az erdélyi németbarát párt fejét, Bánffy Dénes kolozsvári főkapitányt.[8]

### Határozatlan dátumú események
- az év folyamán
  - A kapucinusok megtelepednek Magyarországon, először a Pozsony vármegyei Bazinban.[9]
  - I. Lipót császár felhatalmazza Johann Baptist Podestàt, a keleti nyelvek titkárát, hogy alapítsa meg Bécsben a Keleti Nyelvek Kollégiumát.[10]

## Az év témái

### 1674 a tudományban
- - Antoni van Leeuwenhoek holland természettudós egy saját maga által készített egylencsés, kétszázszoros nagyításra képes mikroszkópban először pillantott meg baktériumokat.

## Születések
- április 18. – Dietrichstein Frigyes, jezsuita rendi pap († 1707)
- augusztus 2. – Orléans-i Fülöp, II. Fülöp néven Orléans hercege, XV. Lajos király mellett Franciaország régense († 1723)
- október 28. – Kalmanczai Pál a jezsuita rend tagja, áldozópap és tanár († 1701 után)

Ismeretlen időpontban:
- Amade Antal, költő († 1737)
- Berzeviczy Sándor, jezsuita rendi tanár († 1743)

## Halálozások
- november 8. – John Milton angol költő (* 1608)
- december 17. – losonczi Bánffy Dénes erdélyi kancellár (* 1630)
- Csepellényi György vértanú pálos szerzetes (* 1626)
- Ifj. Petrus de Jode flamand rézmetsző és kiadó (* 1604)